# 宽叶香茶菜
宽叶香茶菜（学名：Isodon latifolius）为唇形科香茶菜属下的一个种。